# 1952 na política

## Eventos
- 6 de Fevereiro - Isabel II sucedeu ao seu Pai Jorge VI como monarca do Reino Unido.
- 26 de Fevereiro - Winston Churchill anunciou que o Reino Unido possui a bomba atômica.
- 27 de Fevereiro - Foi realizada a primeira reunião da ONU na sua sede permanente em Nova York.
- 10 de Março – O general Fulgencio Batista toma o poder em Cuba.
- 4 de Novembro- O candidato republicano Dwight Eisenhower foi eleito presidente dos EUA com 55% dos votos.

## Nascimentos
| Data            | Nome                 | Profissão                                                                                            | Nacionalidade     | Observações | Ref |
| --------------- | -------------------- | --- | ----------------- | ----------- | --- |
| 19 de fevereiro | Danilo Türk          | presidente da Eslovénia desde 2007                                                                   | Iugoslávia        |             |     |
| 20 de fevereiro | Abdalá Bucaram       | presidente do Equador de 1996 a 1997                                                                 | Equador           |             |     |
| 1 de abril      | Poh Ah Tiam          | político                                                                                             | Império Britânico | m. 2007     |     |
| 25 de maio      | Petar Stoyanov       | presidente da Bulgária de 1997 a 2002                                                                | Bulgária          |             |     |
| 4 de julho      | Álvaro Uribe         | Presidente da República da Colômbia de 2002 a 2010                                                   | Colômbia          |             |     |
| 17 de julho     | Isabel Pires de Lima | Ministra da Cultura do XVII Governo Constitucional de Portugal e deputada na Assembleia da República | Portugal          |             |     |
| 20 de setembro  | Manuel Zelaya        | presidente das Honduras de 2006 a 2009                                                               | Honduras          |             |     |
| 7 de outubro    | Vladimir Putin       | presidente da Rússia de 1999 a 2008                                                                  | União Soviética   |             |     |
| 12 de novembro  | Ernie Fletcher       | político                                                                                             | Estados Unidos    |             |     |

## Mortes
| Data             | Nome                    | Profissão                                       | Nacionalidade                            | Observações | Ref   |
| ---------------- | ----------------------- | ----------------------------------------------- | ---------------------------------------- | ----------- | ----- |
| janeiro ou abril | Ahmed al-Raisuli        | senhor feudal, político e bandido marroquino    | Marrocos                                 | n. 1871     |       |
| 25 de janeiro    | Sveinn Björnsson        | presidente da Islândia de 1944 a 1952           | Islândia                                 | n. 1881     |       |
| 6 de fevereiro   | Jorge VI do Reino Unido | rei do Reino Unido de 1936 a 1952               | Reino Unido                              | n. 1895     |       |
| 21 de julho      | Pedro Lascuráin Paredes | presidente do México em 18 de fevereiro de 1913 | México                                   | n. 1856     | [ 1 ] |
| 22 de setembro   | Kaarlo Juho Ståhlberg   | 1° presidente da Finlândia                      | Império Russo (Grão-Ducado da Finlândia) | n. 1865     | [ 2 ] |
| 8 de outubro     | Arturo Rawson           | presidente da Argentina em 1943                 | Argentina                                | n. 1885     | [ 3 ] |
| 9 de novembro    | Chaim Weizmann          | primeiro presidente de Israel (1948 a 1952)     | União Soviética (Bielorrússia)           | n.1874      | [ 4 ] |